# Mormonia communis
Mormonia communis là một loài bướm đêm trong họ Noctuidae.